# Kanurennsport-Weltmeisterschaften 1966
Die 7. Kanurennsport-Weltmeisterschaften fanden 1966 in Ost-Berlin (Deutsche Demokratische Republik) statt.
Es wurden Medaillen in 16 Disziplinen des Kanurennsports vergeben: vier Canadier und neun Kajak-Wettbewerbe der Männer sowie drei Kajak-Wettbewerbe der Frauen.

## Ergebnisse

### Männer

#### Canadier
| Event        | Gold                                       | Zeit | Silber                                      | Zeit | Bronze                            | Zeit |
| ------------ | ------------------------------------------ | ---- | ------------------------------------------- | ---- | --------------------------------- | ---- |
| C-1 1000 m   | BR Deutschland Detlef Lewe                 |      | Ungarn Tamás Wichmann                       |      | Sowjetunion Anatoli Martynow      |      |
| C-1 10.000 m | Ungarn Antal Hajba                         |      | Tschechoslowakei Rudolf Pěnkava             |      | Sowjetunion Michail Samotin       |      |
| C-2 1000 m   | Rumänien Vicol Calabiciov Serghei Covaliov |      | Schweden Bernd Lindelöf Erik Zeidlitz       |      | Ungarn Árpád Soltész Csaba Szantó |      |
| C-2 10.000 m | Rumänien Petre Maxim Gheorghe Simionov     |      | Sowjetunion Walerij Drybas Andrij Chimitsch |      | Ungarn András Péter István Cserha |      |

#### Kajak
| Event                 | Gold                                                                                  | Zeit | Silber                                                                   | Zeit | Bronze                                                                              | Zeit |
| --------------------- | ------------------------------------------------------------------------------------- | ---- | ------------------------------------------------------------------------ | ---- | ----------------------------------------------------------------------------------- | ---- |
| K-1 500 m             | Rumänien Aurel Vernescu                                                               |      | Dänemark Erik Hansen                                                     |      | Niederlande Paul Hoekstra                                                           |      |
| K-1 1000 m            | Sowjetunion Oleksandr Schaparenko                                                     |      | Dänemark Erik Hansen                                                     |      | Ungarn Imre Kemecsey                                                                |      |
| K-1 10.000 m          | Ungarn Mihály Hesz                                                                    |      | Sowjetunion Wladimir Semljakow                                           |      | BR Deutschland Fritz Briel                                                          |      |
| K-1 4 × 500 m Staffel | Sowjetunion Georgi Karjuchin Juri Kabanow Vilnis Baltiņš Dmitri Matwejew              |      | Ungarn Mihály Hesz András Szente Ferenc Cseh Imre Kemecsey               |      | Rumänien Vasilie Nicoară Haralambie Ivanov Atanasie Sciotnic Aurel Vernescu         |      |
| K-2 500 m             | Rumänien Aurel Vernescu Atanasie Sciotnic                                             |      | BR Deutschland Heinz Büker Holger Zander                                 |      | Sowjetunion Wladimir Obraszow Georgi Karjuchin                                      |      |
| K-2 1000 m            | Sowjetunion Oleksandr Schaparenko Jurij Stezenko                                      |      | Rumänien Aurel Vernescu Atanasie Sciotnic                                |      | Ungarn Ferenc Cseh Endre Hazsik                                                     |      |
| K-2 10.000 m          | Ungarn Imre Szöllősi László Fábián                                                    |      | Norwegen Egil Søby Jan Johansen                                          |      | Tschechoslowakei Pavel Kvasil František Švec                                        |      |
| K-4 1000 m            | Rumänien Atanasie Sciotnic Mihai Țurcaș Haralambie Ivanov Anton Calenic               |      | Österreich Günther Pfaff Kurt Lindlgruber Helmut Hediger Gerhard Siebold |      | Sowjetunion Oleksandr Schaparenko Jurij Stezenko Wolodymyr Morosow Georgi Karjuchin |      |
| K-4 10.000 m          | Sowjetunion Mykola Tschuschykow Anatoli Grischin Wolodymyr Morosow Wjatscheslaw Ionow |      | Ungarn Imre Szöllősi László Fábián János Petroczy László Ürögi           |      | DDR Günter Holzvoigt Wolfgang Lange Wolfgang Niedrig Siegwart Karbe                 |      |

### Frauen

#### Kajak
| Event     | Gold                                                                                  | Zeit | Silber                                                                 | Zeit | Bronze                                                               | Zeit |
| --------- | ------------------------------------------------------------------------------------- | ---- | ---------------------------------------------------------------------- | ---- | -------------------------------------------------------------------- | ---- |
| K-1 500 m | Sowjetunion Ljudmila Pinajewa                                                         |      | BR Deutschland Roswitha Esser                                          |      | DDR Anita Kobuß                                                      |      |
| K-2 500 m | DDR Anita Kobuß Helga Mühlberg-Ulze                                                   |      | Sowjetunion Marija Schubina Antonina Seredina                          |      | Ungarn Katalin Benkő Anna Pfeffer                                    |      |
| K-4 500 m | Sowjetunion Marija Schubina Antonina Seredina Ljudmila Pinajewa Nadeschda Lewtschenko |      | BR Deutschland Sigrud Kummer Roswitha Esser Irene Rozema Renate Breuer |      | DDR Käthe Pohland Karin Haftenberger Anita Kobuß Helga Mühlberg-Ulze |      |

## Medaillenspiegel
| Rang   | Nation           | Gold | Silber | Bronze | Gesamt |
| ------ | ---------------- | ---- | ------ | ------ | ------ |
| 1      | Sowjetunion      | 6    | 3      | 4      | 13     |
| 2      | Rumänien         | 5    | 1      | 1      | 7      |
| 3      | Ungarn           | 3    | 3      | 5      | 11     |
| 4      | BR Deutschland   | 1    | 3      | 1      | 5      |
| 5      | DDR              | 1    | –      | 3      | 4      |
| 6      | Dänemark         | –    | 2      | –      | 2      |
| 7      | Tschechoslowakei | –    | 1      | 1      | 2      |
| 8      | Österreich       | –    | 1      | –      | 1      |
| 8      | Norwegen         | –    | 1      | –      | 1      |
| 8      | Schweden         | –    | 1      | –      | 1      |
| 11     | Niederlande      | –    | –      | 1      | 1      |
| Gesamt | Gesamt           | 16   | 16     | 16     | 48     |